# 伯爾拉姆布爾縣
伯爾拉姆布爾縣（英語：Balrampur district）是印度的一個縣，位於該國北部，由北方邦負責管轄，面積3,457平方公里，識字率為51.76%，2011年人口2,149,066，人口密度每平方公里622人。

## 外部連結
- 官方网站